# Bojan Kurajica
Bojan Kurajica (Lubiana, 15 novembre 1947) è uno scacchista bosniaco (jugoslavo fino al 1992).

## Biografia
Nato a Lubiana, si trasferì con la famiglia a pochi anni d'età a Spalato in Croazia.
Nel 1965 vinse a Barcellona il campionato del mondo juniores (under-20), superando il favorito Robert Hübner. Ottenne di conseguenza il titolo di Maestro Internazionale.
Nel 1974 si classificò 3º con Boris Spasskij al torneo di Solingen, dietro a Leŭ Paluhaeŭski e Lubomir Kavalek, ottenendo la norma definitiva di Grande maestro.
Nel 1992 si è iscritto alla federazione scacchistica della Bosnia ed Erzegovina e gioca da quell'anno per tale paese in tutte le competizioni.
Partecipò dal 1980 al 2006 a dieci Olimpiadi (due volte con la Jugoslavia e otto con la Bosnia-Erzegovina). Vinse una medaglia di bronzo di squadra alle olimpiadi di Mosca 1980 e una medaglia d'argento di squadra alle olimpiadi di Mosca 1994.
Con la squadra del Bosna Sarajevo ha vinto quattro campionati europei per club (European Chess Club Cup): nel 1994 a Lione, nel 1999 a Bugojno, nel 2000 a Neum e nel 2002 a Kallithea
Nel 1997 partecipò al torneo dei candidati di Groninga, valido per designare lo sfidante di Anatolij Karpov per il campionato del mondo FIDE 1998. Il torneo era organizzato con il sistema dell'eliminazione diretta (knock-out) e nel primo turno Kurajica perse 1,5-2,5 contro il peruviano Julio Granda Zúñiga.
Tra gli altri principali risultati:
- 1966: 1º a Batumi
- 1967: 3º al torneo di Hastings 1966/67 dietro a Mikhail Botvinnik e Wolfgang Uhlmann
- 1968: 1º a Sombor
- 1970: 1º a Malaga
- 1976: =3º con Michail Tal' a Wijk aan Zee, dietro a Ljubomir Ljubojević e Friðrik Ólafsson
- 1979: =1º nel torneo Bosna di Sarajevo
- 1980: =2º a Sarajevo con Borislav Ivkov, dietro a Vlastimil Hort
- 1981: 1º all'open di Lugano
- 1984: 1º a Bela Crkva
- 1985: 4º al 6º torneo di Capodanno di Reggio Emilia 1984/85 (vinto da Lajos Portisch)
- 2017: 1º a Vecindario, località nell'isola di Gran Canaria, nel X Memorial 'Pedro Lezcano Montalvo'.[2]

Attualmente ha la doppia nazionalità croata e bosniaca.
Nel 2009 ha presentato domanda alla FIDE per cambiare la federazione di appartenenza da quella della Bosnia-Erzegovina a quella della Croazia.
Ha raggiunto il record personale nel rating FIDE nel gennaio 2001, con 2567 punti Elo.